# Eleição municipal de Petrópolis em 2024
A eleição municipal da cidade brasileira de Petrópolis em 2024 ocorreu no dia 6 de outubro com o objetivo de eleger um prefeito, um vice-prefeito e 15 vereadores responsáveis pela administração da cidade no mandato a se iniciar em 1° de janeiro de 2025 e com término em 31 de dezembro de 2028. Se o candidato mais votado não atingir metade dos votos (50%) mais um, seria realizado um eventual segundo turno no dia 27 de outubro (domingo). O prefeito titular era Rubens Bomtempo, do PSB, eleito em 2020, Pela legislação eleitoral, Bomtempo esteve apto para disputar a reeleição. 
A campanha eleitoral contou com a participação de 5 candidatos a prefeito. O primeiro turno foi realizado em 6 de outubro de 2024. Como nenhum candidato recebeu a maioria dos votos no primeiro turno, os dois primeiros colocados, Hingo Hammes, candidato pelo PP, e Yuri Moura, candidato pelo PSOL, avançaram para o segundo turno. Nesse turno, Hammes foi eleito com 108.306 votos (74,74% dos votos válidos), enquanto Yuri obteve 36.611 votos (25,26%).
Na Câmara dos Vereadores, 272 candidatos concorreram ao pleito e 15 foram eleitos. Dentre os vereadores eleitos, 6 foram reeleitos. O partido que conquistou o maior número de assentos foi PP, que obteve 3 assentos. Júnior Coruja foi o candidato mais votado, recebendo 5.715 votos (3,61% dos votos válidos). Os candidatos eleitos tomarão posse na Prefeitura de Petrópolis em 1 de janeiro de 2025 para exercerem um mandato de quatro anos. 

## Calendário eleitoral
| Início        | Fim           | Atividades | Status    |
| ------------- | ------------- | --- | --------- |
| 7 de março    | 5 de abril    | Janela partidária para vereadores trocarem de partido visando concorrer às eleições sem perder o mandato. | Realizado |
| 6 de abril    | 6 de abril    | Data-limite para todas as legendas e federações partidárias obterem o registro dos estatutos no TSE e para todos os candidatos terem domicílio eleitoral na circunscrição em que desejam disputar as eleições com a filiação deferida pelo partido. | Realizado |
| 15 de maio    | 15 de maio    | Início da campanha de arrecadação prévia de recursos na modalidade de financiamento coletivo para pré-candidatos, sem realização de pedidos de voto e obedecendo a regras relativas à propaganda eleitoral na Internet.                             | Realizado |
| 20 de julho   | 5 de agosto   | Realização de convenções partidárias para deliberar sobre coligações e escolher candidatos às prefeituras e aos cargos de vereador. Os partidos têm até 15 de agosto para registrar os nomes na Justiça Eleitoral.                                  | Realizado |
| 16 de agosto  | 16 de agosto  | Início das campanhas eleitorais de forma igualitária, podendo qualquer publicidade ou manifestação com pedido explícito de voto antes da data ser considerada irregular e multada.                                                                  | Realizado |
| 30 de agosto  | 3 de outubro  | Veiculação da propaganda eleitoral gratuita no rádio e na televisão. | Realizado |
| 6 de outubro  | 6 de outubro  | Realização do primeiro turno das eleições municipais. | Realizado |
| 11 de outubro | 25 de outubro | Veiculação da propaganda eleitoral gratuita no rádio e na televisão para o segundo turno. | Realizado |
| 27 de outubro | 27 de outubro | Realização de um eventual segundo turno nas cidades com mais de 200 mil eleitores em que o candidato a prefeito mais votado não tenha atingido a metade mais um dos votos válidos.                                                                  | Realizado |

## Candidatos
| Nº | Prefeito  | Prefeito        | Prefeito            | Prefeito | Vice-prefeito | Vice-prefeito | Vice-prefeito             | Vice-prefeito       | Vice-prefeito | Coligação                                                                                        | Ref.                 |
| Nº | Candidato | Candidato       | Partido Federação   | Cargos relevantes | Candidato(a)  | Candidato(a)  | Candidato(a)              | Partido Federação   | Cargos relevantes | Coligação                                                                                        | Ref.                 |
| -- | --------- | --------------- | ------------------- | --- | ------------- | ------------- | ------------------------- | ------------------- | --- | ------------------------------------------------------------------------------------------------ | -------------------- |
| 10 |           | Eduardo Blog    | Republicanos        | - Vereador de Petrópolis (2021–2024) |               |               | Professor Leandro Azevedo | Republicanos        | - Professor de Ensino Médio | Renova Petrópolis Republicanos, PRTB e Agir                                                      | [ 9 ] [ 10 ] [ 11 ]  |
| 11 |           | Hingo Hammes    | PP                  | - Prefeito interino de Petrópolis (2021); - Vereador de Petrópolis (2021–2024); - Presidente da Câmara dos Vereadores de Petrópolis (2021–2022)                                                               |               |               | Baninho                   | PL                  | - Vice-prefeito de Petrópolis (2017–2020); - Corretor de Imóveis, Seguros, Títulos e Valores                                                                | Petrópolis Renovando com Experiência e Credibilidade PP, PL, UNIÃO, MDB, DC, PRD e MOBILIZA      | [ 12 ] [ 13 ] [ 14 ] |
| 30 |           | Doutor Santoro  | NOVO                | - Advogado, cientista político, mestre e doutorando em Direito; - Fundador do Instituto Rio Metrópole; - Ex-presidente e atual membro do Conselho do Instituto Liberal; - Especialista do Instituto Millenium |               |               | Tenente Koeler            | NOVO                | - Odontólogo | Sem coligação                                                                                    | [ 15 ] [ 16 ]        |
| 40 |           | Rubens Bomtempo | PSB                 | - Prefeito de Petrópolis (2001–2007; 2013–2017; 2021–2024) |               |               | Paulo Mustrangi           | PT FE Brasil        | - Prefeito de Petrópolis (2009–2012); - Secretário de Obras e de Serviços, Segurança e Ordem Pública (2021–2022); - Vice-prefeito de Petrópolis (2021–2024) | Para Petrópolis Seguir Avançando PSB, FE Brasil (PT, PCdoB e PV), PSD, PDT e Fed. PSDB Cidadania | [ 17 ]               |
| 50 |           | Yuri Moura      | PSOL Fed. PSOL REDE | - Deputado estadual do Rio de Janeiro (2023–presente); - Vereador de Petrópolis (2021–2023); - Presidente estadual da Federação PSOL REDE; - Professor, historiador e gestor de cidades.                      |               |               | Marcos Novaes             | REDE Fed. PSOL REDE | - Empresário | Fed. PSOL REDE, UP e PCB                                                                         | [ 18 ] [ 19 ] [ 20 ] |

### Desistências
- Serginho (PODE) – Empresário. Abriu mão da pré-candidatura após a filiação do ex-prefeito Leandro Sampaio ao partido.
- Leandro Sampaio (PODE) – Deputado estadual do Rio de Janeiro (1996–1997; 2003–2007) e federal pelo estado fluminense (2006–2010) e prefeito de Petrópolis (1997–2000). Desistiu de sua candidatura em 15 de agosto.[21]

## Pesquisas eleitorais
As pesquisas buscam analisar como seria o resultado da eleição se ela ocorresse no dia em que os dados dos entrevistados foram coletados, não tendo como objetivo pela porcentagem de confiança, prever o resultado final da eleição.

### Primeiro turno
| Fonte         | Data(s) conduzida(s) | Amostragem  | Hammes PP                                      | Yuri PSOL                                      | Bomtempo PSB                                   | Blog Republicanos                              | Santoro NOVO                                   | Outros                                         | Outros                                         | B/N                                            | Abst. Indec.                                   | Vantagem                                       | Ref.                                           |     |     |    |   |   |     |     |    |        |
| ------------- | -------------------- | ----------- | ---------------------------------------------- | ---------------------------------------------- | ---------------------------------------------- | ---------------------------------------------- | ---------------------------------------------- | ---------------------------------------------- | ---------------------------------------------- | ---------------------------------------------- | ---------------------------------------------- | ---------------------------------------------- | ---------------------------------------------- | --- | --- | -- | - | - | --- | --- | -- | ------ |
| Fonte         | Data(s) conduzida(s) | Amostragem  | Gerp                                           | 3/Out/2024                                     | 500                                            | 26%                                            | 21%                                            | Outros                                         | Outros                                         | B/N                                            | Abst. Indec.                                   | Vantagem                                       | Ref.                                           | 15% | 10% | 4% | – | – | 10% | 13% | 5% | [ 22 ] |
| Prefab Future | 28/Set/2024          | 1 004       | 44%                                            | 26%                                            | 16,9%                                          | 8,8%                                           | 4,3%                                           | –                                              | –                                              | –                                              | –                                              | 18%                                            | [ 23 ]                                         |     |     |    |   |   |     |     |    |        |
| Prefab Future | 28/Set/2024          | 1 004       | 33,5%                                          | 19,8%                                          | 12,8%                                          | 6,7%                                           | 3,3%                                           | –                                              | –                                              | 7,8%                                           | 16,1%                                          | 13,7%                                          | [ 23 ]                                         |     |     |    |   |   |     |     |    |        |
| Prefab Future | 28/Set/2024          | 1 004       | 25,1%                                          | 13,1%                                          | 10,7%                                          | 3,3%                                           | 1%                                             | –                                              | –                                              | 5,8%                                           | 40,6%                                          | 12%                                            | [ 23 ]                                         |     |     |    |   |   |     |     |    |        |
| Ipec/Tupi     | 9-11/Set/2024        | 600         | 33%                                            | 18%                                            | 17%                                            | 11%                                            | 2%                                             | –                                              | –                                              | 12%                                            | 7%                                             | 15%                                            | [ 24 ]                                         |     |     |    |   |   |     |     |    |        |
| Gerp          | 2-3/Set/2024         | 800         | 16%                                            | 10%                                            | 6%                                             | –                                              | 4%                                             | 2%                                             | 2%                                             | –                                              | 61%                                            | 6%                                             | [ 25 ]                                         |     |     |    |   |   |     |     |    |        |
| Gerp          | 2-3/Set/2024         | 800         | 27%                                            | 20%                                            | 12%                                            | 7%                                             | 1%                                             | –                                              | –                                              | 12%                                            | 21%                                            | 7%                                             | [ 25 ]                                         |     |     |    |   |   |     |     |    |        |
| 15/Ago/2024   | 15/Ago/2024          | 15/Ago/2024 | Leandro Sampaio (PODE) desiste da candidatura. | Leandro Sampaio (PODE) desiste da candidatura. | Leandro Sampaio (PODE) desiste da candidatura. | Leandro Sampaio (PODE) desiste da candidatura. | Leandro Sampaio (PODE) desiste da candidatura. | Leandro Sampaio (PODE) desiste da candidatura. | Leandro Sampaio (PODE) desiste da candidatura. | Leandro Sampaio (PODE) desiste da candidatura. | Leandro Sampaio (PODE) desiste da candidatura. | Leandro Sampaio (PODE) desiste da candidatura. | Leandro Sampaio (PODE) desiste da candidatura. |     |     |    |   |   |     |     |    |        |
| Fonte         | Data(s) conduzida(s) | Amostragem  | Hammes PP                                      | Yuri PSOL                                      | Bomtempo PSB                                   | Blog Republicanos                              | Sampaio PODE                                   | Santoro NOVO                                   | Outros                                         | B/N                                            | Abst. Indec.                                   | Vantagem                                       | Ref.                                           |     |     |    |   |   |     |     |    |        |
| Fonte         | Data(s) conduzida(s) | Amostragem  |                                                |                                                |                                                |                                                |                                                |                                                | Outros                                         | B/N                                            | Abst. Indec.                                   | Vantagem                                       | Ref.                                           |     |     |    |   |   |     |     |    |        |
| Gerp          | 26-29/Jul/2024       | 500         | 24%                                            | 16%                                            | 11%                                            | 10%                                            | 7%                                             | 1%                                             | 1%                                             | 15%                                            | 67%                                            | 5%                                             | [ 26 ]                                         |     |     |    |   |   |     |     |    |        |
| Gerp          | 26-29/Jul/2024       | 500         | 13%                                            | 8%                                             | 5%                                             | 4%                                             | 1%                                             | 0%                                             | –                                              | –                                              | 31%                                            | 8%                                             | [ 26 ]                                         |     |     |    |   |   |     |     |    |        |

### Segundo turno
| Fonte             | Data(s) conduzida(s) | Amostragem | Hammes PP     | Yuri PSOL   | B/N   | Abst. Indec. | Vantagem | Ref.   |       |       |       |   |   |       |        |
| ----------------- | -------------------- | ---------- | ------------- | ----------- | ----- | ------------ | -------- | ------ | ----- | ----- | ----- | - | - | ----- | ------ |
| Fonte             | Data(s) conduzida(s) | Amostragem | Prefab Future | 25/Out/2024 | B/N   | Abst. Indec. | Vantagem | Ref.   | 1 000 | 72,6% | 27,4% | – | – | 45,2% | [ 27 ] |
| 57,5%             | 21,7%                | 11,9%      | Prefab Future | 25/Out/2024 | 8,9%  | 35,8%        |          |        | 1 000 |       |       |   |   |       | [ 27 ] |
| 50,5%             | 17%                  | 10%        | Prefab Future | 25/Out/2024 | 22,5% | 33,5%        |          |        | 1 000 |       |       |   |   |       | [ 27 ] |
| RealTime Big Data | 22-23/Out/2024       | 800        | 65%           | 35%         | –     | –            | 30%      | [ 28 ] |       |       |       |   |   |       |        |
| RealTime Big Data | 22-23/Out/2024       | 800        | 56%           | 30%         | 8%    | 6%           | 26%      | [ 28 ] |       |       |       |   |   |       |        |
| Veritá            | 18-22/Out/2024       | 810        | 59%           | 29,6%       | 6,9%  | 4,5%         | 29,4%    | [ 29 ] |       |       |       |   |   |       |        |

## Apoios no segundo turno
| Hammes    | Hammes                                                            |
| --------- | ----------------------------------------------------------------- |
| Partidos  | PSD.                                                              |
| Políticos | Júnior Coruja, presidente da Câmara Municipal.                    |
| Políticos | Hugo Leal, deputado federal pelo Rio de Janeiro e diretor do PSD. |

| Neutralidade | Neutralidade                                                           |
| ------------ | ---------------------------------------------------------------------- |
| Partidos     | PSB.                                                                   |
| Partidos     | PT.                                                                    |
| Partidos     | NOVO.                                                                  |
| Políticos    | Ex-candidato Rubens Bomtempo (PSB), prefeito de Petrópolis desde 2021. |
| Políticos    | Dr. Santoro (NOVO), ex-candidato à prefeitura da cidade.               |

| Yuri      | Yuri                                                              |
| --------- | ----------------------------------------------------------------- |
| Políticos | Eduardo Blog (Republicanos), ex-candidato à prefeitura da cidade. |

## Resultados da eleição

### Prefeito
| Candidato a prefeito     | Candidato a prefeito        | Candidato a vice-prefeito                | Primeiro turno 6 de outubro de 2024 | Primeiro turno 6 de outubro de 2024 | Segundo turno 27 de outubro de 2024 | Segundo turno 27 de outubro de 2024 |
| Candidato a prefeito     | Candidato a prefeito        | Candidato a vice-prefeito                | Total                               | Percentagem                         | Total                               | Percentagem                         |
| ------------------------ | --------------------------- | ---------------------------------------- | ----------------------------------- | ----------------------------------- | ----------------------------------- | ----------------------------------- |
|                          | Hingo Hammes (PP)           | Baninho (PL)                             | 78.734                              | 49,96%                              | 108.306                             | 74,74%                              |
|                          | Yuri Moura (PSOL)           | Marcos Novaes (REDE)                     | 28.001                              | 17,77%                              | 36.611                              | 25,26%                              |
|                          | Rubens Bomtempo (PSB)       | Paulo Mustrangi (PT)                     | 27.158                              | 17,23%                              | Não participaram                    | Não participaram                    |
|                          | Eduardo Blog (Republicanos) | Professor Leandro Azevedo (Republicanos) | 19.496                              | 12,37%                              | Não participaram                    | Não participaram                    |
|                          | Doutor Santoro (NOVO)       | Tenente Koeler (NOVO)                    | 4.193                               | 2,66%                               | Não participaram                    | Não participaram                    |
| Total de votos válidos   | Total de votos válidos      | Total de votos válidos                   | 157.582                             | 157.582                             | 144.917                             | 144.917                             |
| Votos apurados           |                             |                                          |                                     |                                     |                                     |                                     |
| Votos válidos            | Votos válidos               | Votos válidos                            | 157.582                             | 90,52%                              | 144.917                             | 91,92%                              |
| Votos em branco          | Votos em branco             | Votos em branco                          | 6.616                               | 3,80%                               | 4.688                               | 2,97%                               |
| Votos nulos              | Votos nulos                 | Votos nulos                              | 9.891                               | 5,68%                               | 8.059                               | 5,11%                               |
| Total de votos apurados  | Total de votos apurados     | Total de votos apurados                  | 174.089                             | 174.089                             | 157.664                             | 157.664                             |
| Eleitores                |                             |                                          |                                     |                                     |                                     |                                     |
| Comparecimentos          | Comparecimentos             | Comparecimentos                          | 174.089                             | 71,01%                              | 157.664                             | 64,31%                              |
| Abstenções               | Abstenções                  | Abstenções                               | 71.088                              | 28,99%                              | 87.513                              | 35,69%                              |
| Total de eleitores aptos | Total de eleitores aptos    | Total de eleitores aptos                 | 245.177                             | 245.177                             | 242.177                             | 242.177                             |
| Total de seções: 801     |                             |                                          |                                     |                                     |                                     |                                     |
| Fontes:                  |                             |                                          |                                     |                                     |                                     |                                     |

| Partido | Partido      | Candidato       | Votos   | Votos (%) |
| ------- | ------------ | --------------- | ------- | --------- |
|         | PP           | Hingo Hammes    | 78 734  | 49,96%    |
|         | PSOL         | Yuri Moura      | 28 001  | 17,77%    |
|         | PSB          | Rubens Bomtempo | 27 158  | 17,23%    |
|         | Republicanos | Eduardo Blog    | 19 496  | 12,37%    |
|         | NOVO         | Dr. Santoro     | 4 193   | 2,66%     |
| Totais  | Totais       | Totais          | 157 582 |           |

| Partido | Partido | Candidato    | Votos   | Votos (%) |
| ------- | ------- | ------------ | ------- | --------- |
|         | PP      | Hingo Hammes | 108 306 | 74,74%    |
|         | PSOL    | Yuri Moura   | 36 611  | 25,26%    |
| Totais  | Totais  | Totais       | 144 917 |           |

### Composição da Câmara Municipal
|                          |                          |                 |                 |          |         |
| Nº                       | Partido                  | Votos populares | Votos populares | Assentos | ±       |
| Nº                       | Partido                  | Votos           | %               | Assentos | ±       |
| 11                       | PP                       | 18.815          | 11,88%          | 3        | 3       |
| 40                       | PSB                      | 15.118          | 9,55%           | 2        | 1       |
| 55                       | PSD                      | 14.350          | 9,06%           | 2        | Estável |
| 25                       | PRD                      | 12.583          | 7,95%           | 1        | 1       |
| 44                       | UNIÃO                    | 12.574          | 7,94%           | 1        | 1       |
| 22                       | PL                       | 11.305          | 7,14%           | 1        | 1       |
| 45                       | PSDB                     | 11.116          | 7,02%           | 2        | 2       |
| 33                       | MOBILIZA                 | 10.072          | 6,36%           | 0        | –       |
| 15                       | MDB                      | 9.519           | 6,01%           | 1        | Estável |
| 10                       | Republicanos             | 7.659           | 4,84%           | 0        | –       |
| 50                       | PSOL                     | 7.493           | 4,73%           | 1        | Estável |
| 36                       | Agir                     | 5.384           | 3,40%           | 0        | –       |
| 13                       | PT                       | 4.860           | 3,07%           | 0        | –       |
| 18                       | REDE                     | 3.945           | 2,95%           | 0        | –       |
| 27                       | DC                       | 3.239           | 2,05%           | 0        | 2       |
| 65                       | PCdoB                    | 2.779           | 1,75%           | 1        | 1       |
| 43                       | PV                       | 1.788           | 1,13%           | 0        | –       |
| 28                       | PRTB                     | 1.189           | 0,75%           | 0        | –       |
| 20                       | PODE                     | 665             | 0,42%           | 0        | –       |
| 23                       | Cidadania                | 588             | 0,37%           | 0        | –       |
| 17                       | PSL                      | –               | –               | –        | 1       |
| 25                       | DEM                      | –               | –               | –        | 1       |
| Total de votos válidos   | Total de votos válidos   | 158.366         | 158.366         | 15       | 15      |
| Votos apurados           |                          |                 |                 | 15       | 15      |
| Total de votos válidos   | Total de votos válidos   | 158.366         | 90,97%          | 15       | 15      |
| Votos em branco          | Votos em branco          | 7.405           | 4,25%           | 15       | 15      |
| Votos nulos              | Votos nulos              | 8.318           | 4,78%           | 15       | 15      |
| Total de votos apurados  | Total de votos apurados  | 174.089         | 174.089         | 15       | 15      |
| Eleitores                |                          |                 |                 | 15       | 15      |
| Comparecimentos          | Comparecimentos          | 174.089         | 71,01%          | 15       | 15      |
| Abstenções               | Abstenções               | 71.088          | 28,99%          | 15       | 15      |
| Total de eleitores aptos | Total de eleitores aptos | 172.788         | 172.788         | 15       | 15      |
| Fontes:                  |                          |                 |                 |          |         |

### Vereadores eleitos
| Candidato(a) | Candidato(a)              | Partido | Votos | Votos       | Cidade de origem        | Unidade federativa/País |
| Candidato(a) | Candidato(a)              | Partido | Total | Percentagem | Cidade de origem        | Unidade federativa/País |
| ------------ | ------------------------- | ------- | ----- | ----------- | ----------------------- | ----------------------- |
|              | Júnior Coruja             | PSD     | 5.715 | 3,61%       | Petrópolis              | Rio de Janeiro          |
|              | Júnior Paixão             | PSDB    | 4.346 | 2,74%       | Petrópolis              | Rio de Janeiro          |
|              | Octávio Sampaio           | PL      | 4.129 | 2,61%       | Petrópolis              | Rio de Janeiro          |
|              | Dudu                      | UNIÃO   | 4.091 | 2,58%       | Petrópolis              | Rio de Janeiro          |
|              | Fred Procópio             | MDB     | 3.524 | 2,23%       | Petrópolis              | Rio de Janeiro          |
|              | Gilda Beatriz             | PP      | 3.306 | 2,09%       | Rio de Janeiro          | Rio de Janeiro          |
|              | Léo França                | PSB     | 3.228 | 2,04%       | Petrópolis              | Rio de Janeiro          |
|              | Júlia Casamasso           | PSOL    | 3.135 | 1,98%       | Rio de Janeiro          | Rio de Janeiro          |
|              | Wesley Barreto            | PRD     | 2.722 | 1,72%       | Petrópolis              | Rio de Janeiro          |
|              | Gil Magno                 | PSB     | 2.665 | 1,68%       | Campos dos Goytacazes   | Rio de Janeiro          |
|              | Dr. Aloísio Barbosa Filho | PP      | 2.527 | 1,60%       | Petrópolis              | Rio de Janeiro          |
|              | Tiago Leitte Guel         | PSD     | 2.452 | 1,55%       | Petrópolis              | Rio de Janeiro          |
|              | Marquinhos Almeida        | PP      | 2.318 | 1,46%       | Petrópolis              | Rio de Janeiro          |
|              | Thiago Damasceno          | PSDB    | 2.230 | 1,41%       | Petrópolis              | Rio de Janeiro          |
|              | Professora Lívia Miranda  | PCdoB   | 2.152 | 1,36%       | Bom Jesus do Itabapoana | Rio de Janeiro          |
| Fontes:      |                           |         |       |             |                         |                         |